# 시 노스 데한
《시 노스 데한》(스페인어: Si nos dejan)은 2021년 방영된 멕시코의 텔레노벨라이다.